# التوجيهية
القيادية أو التوجيهية هي نظام اقتصادي تمارس فيه الدولة تأثيراً توجيهياً قوياً على الاستثمار، فهي تعين الاقتصاد الرأسمالي الذي تلعب فيه الدولة دوراً كبيراً بدلاً من الدور التنظيمي.
ظهر هذا المصطلح في فترة ما بعد الحرب العالمية الثانية لوصف السياسات الاقتصادية للاقتصاد الفرنسي، والتي شملت استثمارات كبيرة موجهة من قبل الدولة واستخدام التخطيط الاقتصادي الإرشادي لتكملة آلية السوق، وإنشاء مؤسسات الدولة في القطاعات الاستراتيجية للاقتصاد الفرنسي. وأسفر ذلك عن نمو اقتصادي وديموغرافي لم يسبق له مثيل، مما أدى إلى ظهور مصطلح الثلاثين المجيدة.
استخدم هذا المصطلح فيما بعد لتصنيف الاقتصادات الأخرى التي اتبعت سياسات مماثلة، ولا سيما اقتصادات النمور الآسيوية الأربعة، والهند، ومؤخراً اقتصاد جمهورية الصين الشعبية. وهناك مفهوم ذو صلة وهو رأسمالية الدولة.
ممكن وصف معظم الاقتصادات الحديثة بأنها قيادية إلى حد ما. على سبيل المثال، قد تمارس الدولة إجراءات توجيهية من خلال إجراء أو دعم البحوث وتطوير التكنولوجيات الجديدة من خلال المشتريات الحكومية وخاصة العسكرية أو من خلال معاهد البحوث التي تديرها الدولة.

## في فرنسا
خضعت فرنسا قبل الحرب العالمية الثانية لنظام اقتصادي رأسمالي مجزأ نسبيًا. لم تكن أكثرية الشركات الصغرى، التي تدار عائليًا في كثير من الأحيان، فعّالة وعملية مقارنة مع المجموعات الصناعية الكبيرة في ألمانيا أو الولايات المتحدة. دمرت الحرب العالمية الثانية فرنسا تدميرًا تامًا. وقضى القصف والتخريب المتعمّد على السكك الحديدية والصناعات، استولت ألمانيا النازية على الصناعات، وظهر في الأعوام التي تلت الحرب مباشرة شبح التقنين لسنوات طويلة (مثل النظام المعمول به في المملكة المتحدة في تلك الفترة). فقدت بعض القطاعات في الأعمال التجارية الفرنسية والعالم السياسي هيمنتها جراء التعاون مع المحتلين الألمانيين.
سعت الحكومات الفرنسية التالية للحرب، من أي فريق سياسي كانت، إلى تنمية اقتصادية رشيدة وفعّالة عمومًا بهدف طويل المدى لمضاهاة اقتصاد الولايات المتحدة المتقدم والمتطور تقنيًا. تزامن ارتقاء التوجيهية في فرنسا مع ارتقاء حكم الجدارة (الميريتوقراطية) والتكنوقراطية: جهّزت المدرسة الوطنية للإدارة الدولة بإداريين رفيعي المستوى، بينما شُغلت المناصب القيادية في الصناعة بأعضاء مهندسي الدولة وغيرهم من العاملين المتدربين في المدرسة المتعددة التكنولوجية.
شهدت فرنسا خلال الفترة بين 1945 – 1975 نموًا اقتصاديًا غير مسبوق (بنسبة 5.1 % وسطيًا) وانتعاشًا ديمغرافيًا، الأمر الذي أدى إلى صياغة اصطلاح ترينت غلوريوسيز ([السنوات] الثلاثون المجيدة).
ازدهرت التوجيهية في ظل حكومات وسط اليمين مثل شارل ديغول وجورج بومبيدو. عُدت السياسة في هذه الأوقات بمثابة منهج وسط بين السياسة الأمريكية في تدخلها المحدود في الدولة والسياسة السوفيتية في سيطرتها الكلية على الدولة. انتُخب الرئيس الاشتراكي فرانسوا ميتران عام 1981، ووعد زيادة المشاريع الحكومية في الاقتصاد، وأمّمت حكومته الصناعات والمصارف في وقت قصير، لكن أرغمت النتائج الاقتصادية الوخيمة الأولية عام 1983 الحكومة على أن تطوي صفحة التوجيهية وتبدأ حقبة «الصرامة». ظلت التوجيهية فاقدة الحظوة في ظل الحكومات المتعاقبة، إلا أن بعض سماتها ما تزال قائمة.

### التخطيط المبني على المؤشرات
كان التخطيط المبني على المؤشرات الوسيلة الأساسية في ظل التوجيهية من خلال الخطط التي صممتها «لجنة الخطة». استخدم التخطيط المبني على المؤشرات جملة من الحوافز لحثّ القطاعات العامة والخاصة بالتصرف على النحو الأمثل مع الخطة بصفتها مبدأً توجيهيًا عامًا من أجل تحقيق أفضل استثمار. لم تتوقف فرنسا قط، خلال هذه الفترة، عن العمل كاقتصاد رأسمالي يديره تراكم رأس المال ومشاريع تعظيم الربح وتوزيع السلع الإنتاجية التي تعتمد على السوق.
لم تملك الدولة الفرنسية سوى أقلية من القطاع الصناعي ولم تبتغِ استبدال الأسواق بالتخطيط، بعكس التخطيط المركزي للنمط السوفيتي الذي جرى به العمل في الكتلة السوفيتية السابقة، ففيه استبدل التخطيط الاقتصادي تقاسم الأسواق ووظّف عوامل الإنتاج وفقًا لخطة ملزمة. تتمثل فكرة التوجيهية في تكملة وتحسين فعالية السوق من خلال التخطيط غير المباشر الرامي إلى توفير معطيات أفضل للمشاركين في السوق. وقد نودي بهذا المفهوم على خلاف الاقتصاد المخطط الذي يهدف إلى استبدال توزيع الإنتاج والاستثمار اللذين يعتمدان على السوق بخطة ملزمة مختزلة في وحدات الكميات الفيزيائية.

### ملكية الدولة
شجعت الحكومة الفرنسية اندماج الشركات وإحداث «الشركات الوطنية العملاقة»: أي المجموعات الصناعية الكبيرة المدعومة من الحكومة، وذلك نظرًا لضعف الصناعة الفرنسية قبل الحرب العالمية الثانية الناجم عن التجزئة.
سعت الحكومة الفرنسية إلى قدر أكبر من الهيمنة في مجالين هما البنية التحتية ونظام النقل. امتلكت الحكومة الفرنسية الشركة الوطنية للسكك الحديدية (إس إن سي إف)، وشركة كهرباء فرنسا (إي دي إف)، وشركة غاز فرنسا (جي دي إف)، والخطوط الجوية الفرنسية، وشُغلت خدمات الهاتف والبريد من قبل إدارة خدمات الهاتف والبريد والبرقيات (بي تي تي). فضلت الحكومة إسناد تشييد معظم الطرق الحرة للشركات شبه الخاصة بدلًا من أن تتولى إدارتها بنفسها. تدخلت الحكومة الفرنسية مباشرة في مجالات أخرى هي الدفاع، والصناعات النووية والجوفضائية (مثل شركة أيروسباسيال).
اتسمت هذه التنمية بالإرادية، والاعتقاد بإمكانية التغلب على مصاعب (مثل الدمار ما بعد الحرب ونقص الموارد الطبيعية) من خلال قوة الإرادة والابتكار. فعلى سبيل المثال، صيغ المثل «في فرنسا لا نملك النفط بل الأفكار» إثر أزمة النفط عام 1973. شددت الإرادية على التحديث، الذي أفضى إلى جملة من الخطط الطامحة الحكومية. وتشمل الأمثلة على هذا الاتجاه الاستخدام المكثف للطاقة النووية (قرابة 80% من الاستهلاك الكهربائي في فرنسا)، وجهاز مينيتل وهو من أوائل أنظمة الاتصال المباشر على شبكة الإنترنت للعامة، والقطار فائق السرعة (تي جي في)، وشبكة السكك الحديدية فائقة السرعة.